# Carré d'Art
Il Carré d'Art è un edificio costruito a Nîmes dall'architetto britannico Norman Foster, inaugurato nel maggio 1993.
L'edificio è adibito a museo di arte contemporanea e ospita una biblioteca-mediateca che conta 360.000 volumi.

## Descrizione
La costruzione è in vetro, acciaio e cemento, e sorge di fronte al tempio della Maison Carrée, un edificio romano del I secolo a.C.
L'edificio è strutturato su nove piani, di cui cinque sono interrati. L'architettura riprende la stessa serialità del tempio classico che gli è di fronte, attraverso la creazione di un pronao e l'utilizzo di linee rette. 
In contrasto con la classicità della pianta, l'edificio è costruito con materiali moderni, e ha una copertura leggera che permette alla luce di riversarsi all'interno dell'edificio.

Vista della scalinata interna

I livelli seminterrati ospitano l'archivio e un cinematografo, mentre i piani superiori raccolgono l'esposizione.
La geometria della piazza su cui sorge il Carré d'Art segue l'urbanistica a griglia tipicamente romana di Nîmes.